# Мала Радогощ

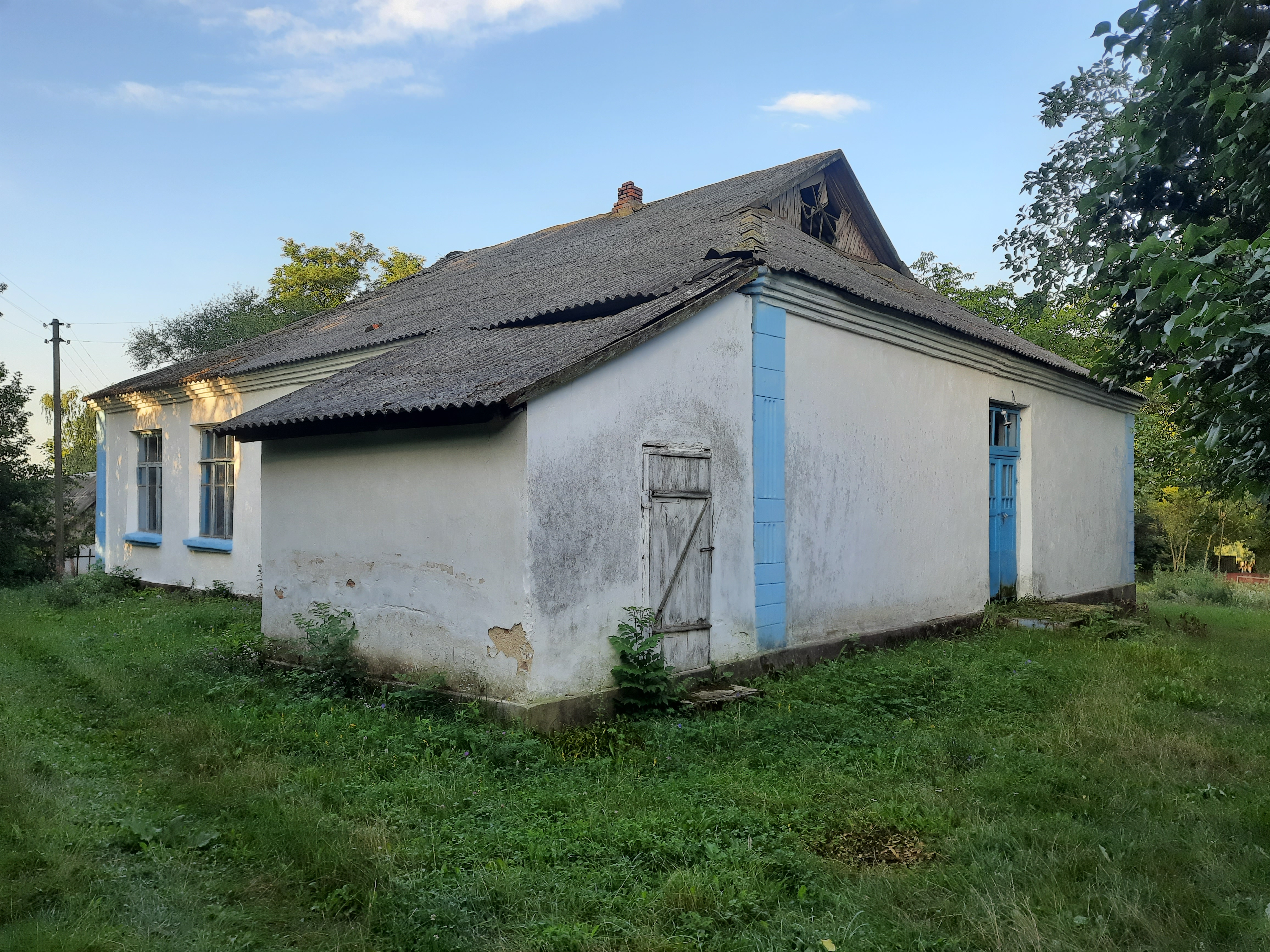
Будівля колишнього клубу

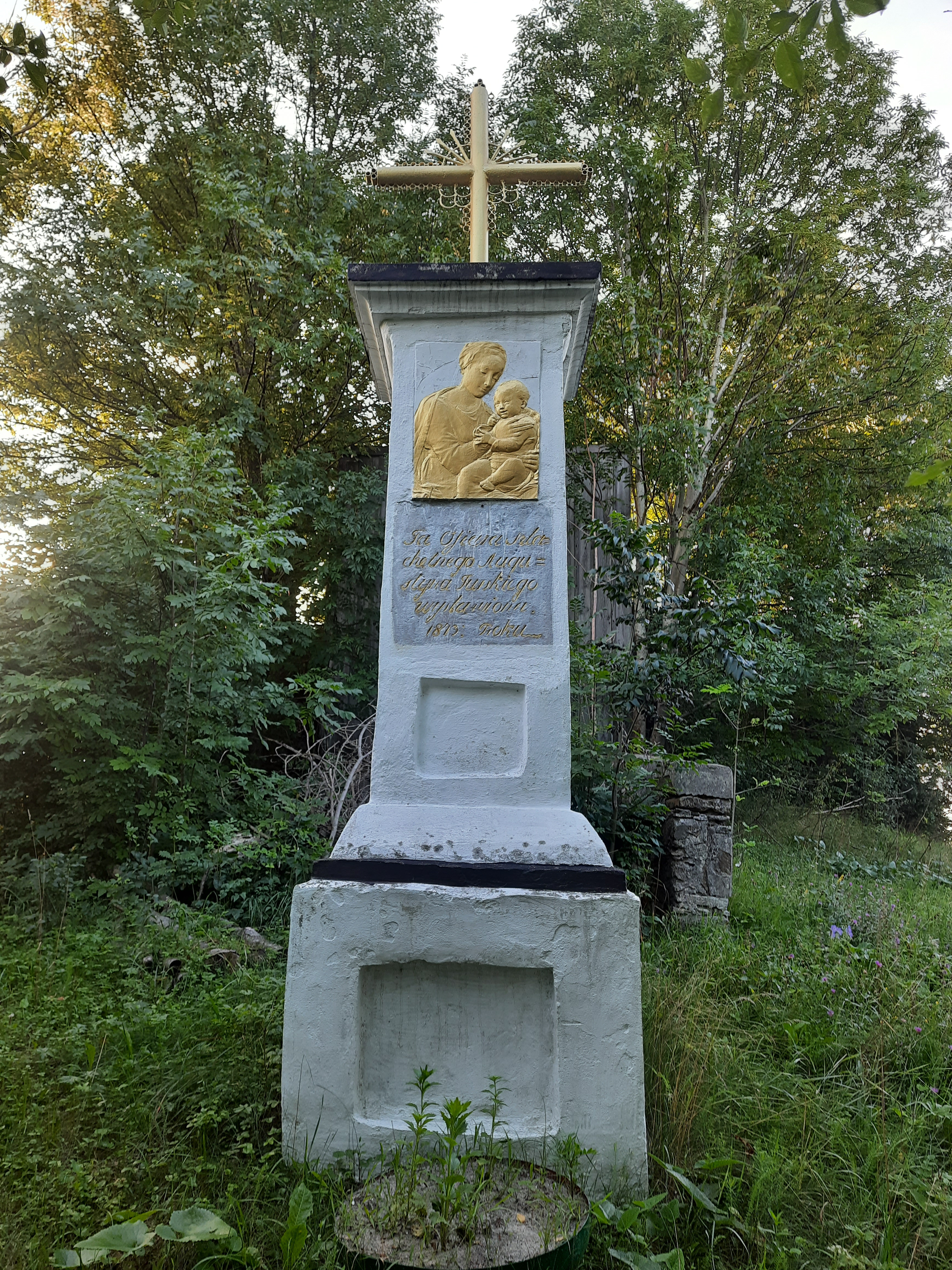
Пам'ятний хрест

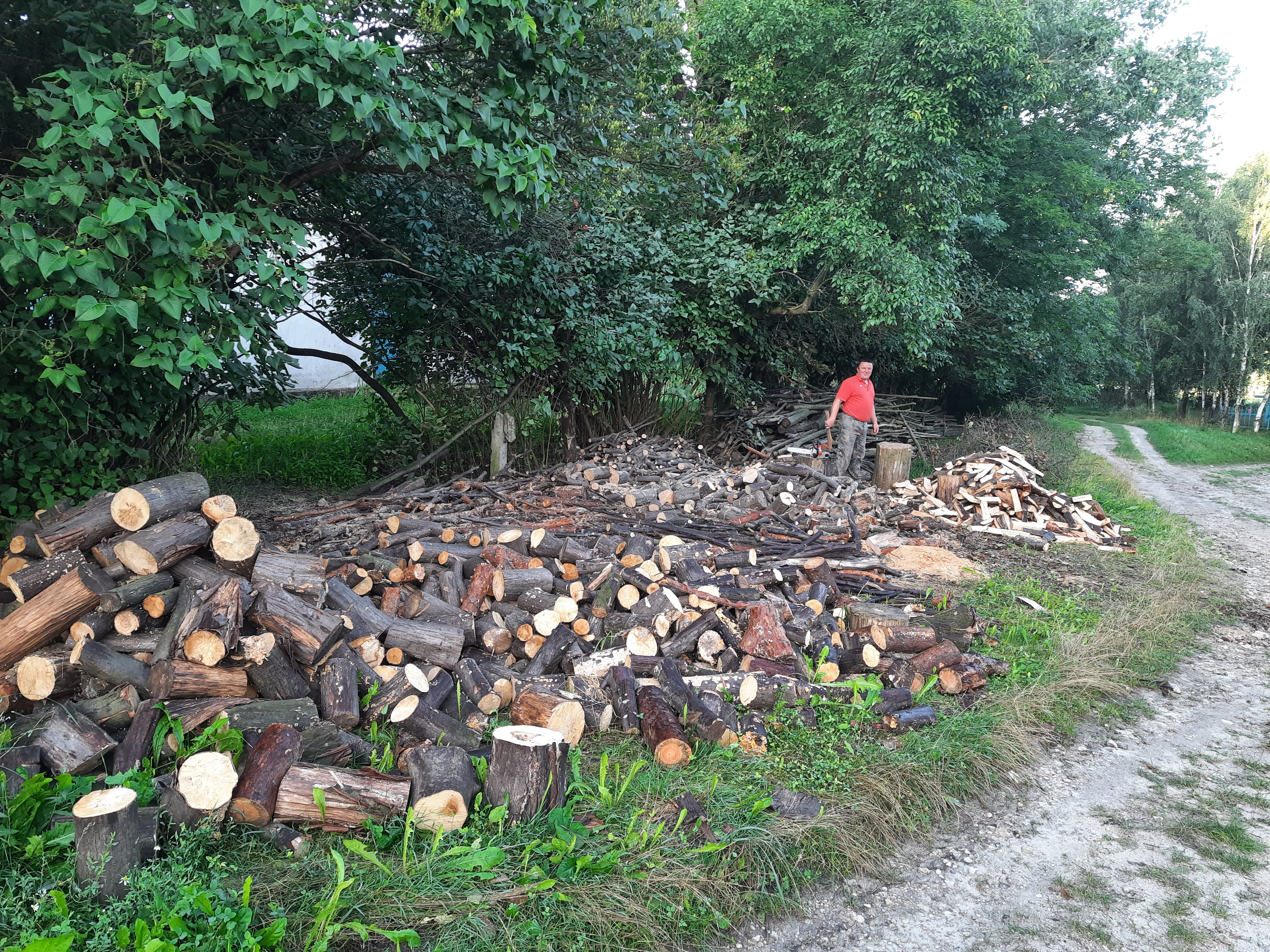
Сільський пейзаж

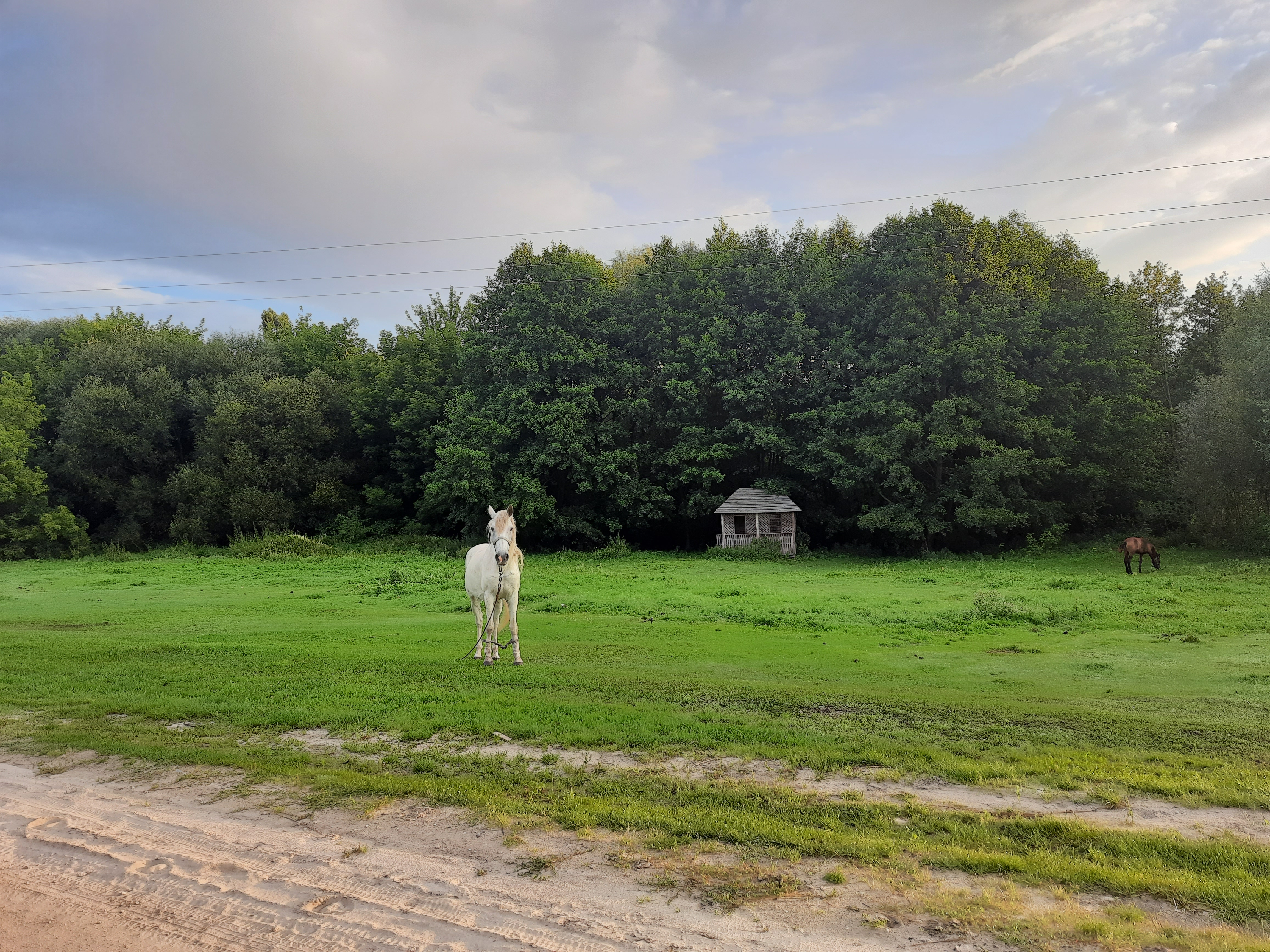
Сільський пейзаж

Мала́ Радогощ — село в Україні, у Плужненській сільській громаді Шепетівського району Хмельницької області. Населення становить 124 особи.

## Історія
Перша згадка про село Мала Радогощ датується 5 липня 1386 року - в грамоті Великого князя Литовського до князя Острозького про надання прав на власність населених пунктів, серед яких знаходилось і село Мала Радогощ під тодішньою назвою Радогоща.

## Етимологія назви населеного пункту
```
     Багато років місцеві жителі вважали, що назва їх населеного пункту походить від слів «радість» та «радіти», про це говорили легенди, а М. Теодорович висував гіпотетичну легенду про заснування цього села вихідцями з села Радошівка, що знаходиться на відстані 5 кілометрів від м. Ізяслав Хмельницької області. Але в ході досліджень етимології слова «радогоща» в словниках слов’янської міфології наштовхуємося на дуже цікаву інформацію: у V столітті в західних слов’ян існував культ бога Радигаста, який поширився і на землі східних слов’ян, а населені пункти, де поклонялися Радегасту, називали в його честь – Радогоща. 		                                                                   
    Радогост (Радегост, Радегаст) — бог торгівлі та мореплавства у західних українських племен. У прибалтійців (зокрема у бодричів) — верховний бог Сонця й родючості. Зображувався у шоломі й кольчузі, з віщою птицею на голові та намальованою бичачою головою на грудях. 
```

Бодричі мали скульптури Радогоста з чистого золота, зокрема — в Ретруському храмі. (За О. Фамінциним).					                          	 
```
    Свято на честь бога Радегаста мало назву Радониця. Це свято до сьогодні збереглося у християн східного обряду. Святкується Радониця на 9 день після Великодня, тому дата свята змінюється щороку.					                                                           
    Радониця – це день поминання покійних родичів. У цей день прийнято відвідувати могили близьких і влаштовувати на кладовищі поминальну трапезу. Частину продуктів, які приносять з собою, роздають бідним. Радониця зовсім не є днем жалоби, навпаки, у цей період необхідно згадати все добре, що пов’язано з покійними родичами і радіти їх перебуваню у Царстві Небесному. В добу язичництва Радоницю починали святкувати ввечері: виносили до могил покійних родичів або до родового капища їжу та залишали її там переночувати. Якщо за ніч їжа хоча б частково зникала, то вважалося що духи покійних родичів не ображені на своїх нащадків і споглядають за їх діяльністю.									З приходом на землі Русі християнства, язичницькі традиції намагалися викоренити, проте Радониця дуже гармонійно вписувалася в православний календар і не суперечила канонами віри.         							                                                         
    Радоницькі звичаї збереглися у наших селах до сьогодні. Поминання померлих є святом єднання роду, тому саме в цей день довідатись до могил родичів поспішають вихідці із села, де б вони не знаходились у даний час.		Таким чином можна зробити висновок про спорідненість назви населеного пункту Радогоща з ім’ям давнього слов’янського бога Радегаста та свята Радониця. 											    
    Але останні лінгвістичні дослідження слова «радегаст» дають інше тлумачення цього слова – «рад» - багряне та «гаст» - сонце. Історики, які займаються дослідження етимології назв населених пунктів, враховуючи вище вказані дані, провели ще одне дослідження в ході якого виявилося, що назва «Радогощ» може походити від імені верховного бога слов`янського племені радимичів  – Род (Рід), що свого часу проживали на території Полісся та Південно-Східної Волині. Святкування на честь бога Рода в радимичів припадало на 21 квітня та називалося Радогощею.	
```

Та разом з тим назву «Радогощ» міг отримати лише той населений пункт, де знаходилося капище бога (в Радогощі ми припускаємо воно знаходилося на Заході від сучасного с. Велика Радогощ, незалежно від того, був це Рід чи Радегаст. Тому ми припускаємо, що назва села Радогощ слов`янського походження, отримана на честь одного з богів слов`ян, можливо, Рода. Таким чином, у назві населеного пункту могли відобразитися давні вірування наших предків

## Сенюти Радогоські – надвірні козаки князів Острозьких
Окремим розділом хотілося б зупинитися на давньому князівському роді Волині князях Сенютах, а саме одній із їх родових гілок Сенютах Радогоських, що протягом століття пробули на службі надвірних  козаків при князях Острозьких.
	Родоначальником Сенют Радогоських прийнято вважати Богдана Патрикія Сенюту Радогоського нащадка Сенюти Кобаковича, що жив на в першій половині XVI століття, його нащадком став Яцько Патрикійович Радогоський в якого було три сини Іван, Богдан та Микола. Саме останній покладе початок  розквіту роду, залишивши село Радогоща у спадок своїм шістьом синам розділивши його між ними. Окрім села Радогощі у власності Миколи знаходилися: двір у нижньому острозькому замку, с. Козин, с. М’якоти.  Микола Радогоський спромігся дати гарну освіту для своїх синів – Василю, Дмитру, Климу (Клименту), Гаврилу, Ярошу та Івану. Всі вони закінчили Острозьку академію.  Крім того дбав він і про свого небожа від брата Івана Миколу Івановича Радогоського, якому допомагав фінансово. 
Від управління селами якими він володів він відступив ще задовго до своєї смерті, довіривши управління ними для своїх синів, які намагалися керувати ними мудро постійно відновлюючи та вдосконалюючи після нападів татар. Так, у 1596 році  в селі Радогоща було побудовано перший водяний млин, до 1620 року тут вже була своя корчма, велика пасіка, 2 ставки для вилову риби, ливарня, винокурня. В селі М’якоти побудовано 3 пекарні.  
	Брати досить добре розділили між собою обов’язки в управлінні селами не забувши і про свого двоюрідного брата Миколу Івановича. 
	В Радогощі постійно проживали Василь, Микола, Гаврило, Ярош та Іван Радогоські, а Дмитро та Клим жили в острозькому Заграді, розташованому у місті поруч з Пригородком. Дмитро дослужився у князів Острозьких до зем’янина і тому не гребував можливістю посудитися з кимось за майно, що в результаті приносило непогані прибутки. Клим же був силою братів. Проти нього неодноразово позивалися до суду через грабежі, побиття, вимагання грошей, керівництво «пішими піратами». Але його брат Дмитро завжди приходив на допомогу брату. 
	Але такі дії продовжувалися недовго. У 1620 році Сенюти Радогоські за «сприяння» своїх родичів Сенютів Ляховецьких приймають аріанство (соцініанство).  В Радогощі будують дерев’яну вежу. Запрошують аріан до себе. Розпочинається новий виток роду Радогоських: згідно записів у Кременецькому земському суді Радогоські здебільшого займаються позиками та купівлею-продажем сіл, маєтків, територій. Єдиним за, що час від часу вони продовжували судові тяганини це за незаконні вирубування будівельного лісу у Радогоському гаю їх сусідами: Дмитром Скирмонтом, Петром Сирибелем. 
	Будуючи у Радогощі маєтки та продаючи їх, Радогоські заробляли чималі кошти та збільшували кількість населення, яке було дуже скоротилося під час останніх набігів татар 1617-1618 рр. їх було 5, а у 1619 році Радогоща, М`якоти, Козин як і багато інших сіл Південно-Східної Волині взагалі було спалене. Так, до прикладу, у 1625 році вони продали частину Радогощі та с. Козин надвірномуу козаку князів Острозьких  Силі Малюшицькому. Рід Радогоських губиться в 1650 роках. Останніми відомими Радогоськими були Петро і Ян Дмитровичі, Григорій і Миколай Климентовичі та Семен Васильович, оскільки вони теж свого часу навчалися у Острозькій академії. 
	Підводячи підсумки про надвірних козаків Радогоських, хочеться наголосити, що вони завжди були опорою князів Острозьких. Демонстрацією цього слугує той факт, що коли Януш та Олександр Олександровичі Острозькі у 1608 році робили перерозподіл земель між своїми надвірними слугами, то Радогоські були в числі тих небагатьох, хто залишився при свому та навіть отримали більше. Вони дбали про свої землі боронячи та постійно відбудовуючи й розбудовуючи їх. Саме завдяки їм Радогоща відновилася після спалення татарами у 1573, 1619 та 1649 році. Привносили новизну в життя людей. Прищіплювали їм шану до освітченості.

## Церква в ім’я Покрова Пресвятої  Богородиці
```
    Церква в ім’я Покрова Пресвятої  Богородиці побудована в 1800 році   на кошти місцевого селянина Мануїла Мельника, у формі хреста з вівтарем повернутим на схід, що характерно для православних храмів та відноситься за архітектурним стилем до козацького бароко чи аріанського стилю. До того, згідно М. Теодоровича та «Великого географічного словника королівства Польського», тут знаходилася часівня,  яка згодом була перетворена на церкву. 									                                                                                                 
    На 1886 рік церква володіла присадибною ділянкою у 1751 сажень на які знаходився власний будинок місцевого священика Іоана Коровицького. Крім того, було 68 будинків православного населення та 33 двори польського католицького населення. 									        
    Від самого заснування церкви в ній знаходилася благодатна ікона Божої Матері, яка нині знаходиться в Михайлівській церкві с. Велика Радогощ. Існує легенда, що перед тим, як вирішили побудувати церкву, три ночі до того на пагорбі, де зараз знаходиться церква, люди спостерігали жінку, яка нагадувала Божу матір. На четвертий день зрану люди пішли на пагорб та побачили там слід від босої жіночої ноги, а біля нього лежала ікона « Божа Мати з немовлям», яка, як виявилося, володіла цілющими властивостями. 									 
    Незважаючи на те, що церква в селі була православною, богослужіння католиків відбувалися і в церкві Святої Покрови. Це явище було мало поширене на території України. Спільні богослужіння тривали до 1935 року, коли більшовики почали масово закривати храми.                    				 
    Протягом 1935 – 1960 років храм використовувався і як сільський клуб, і як магазин для зберігання колгоспного зерна. В результаті було знищено іконостас храму, а сама будівля поступово почала руйнуватися. 		                                                                  
    В 1985 році храм отримав статус архітектурної пам’ятки України, у 2002 році статус  - пам`ятки архітектури обласного значення, а з 2006 року взагалі зник з переліку архітектурних пам`яток.					                                                                     
    Не зважаючи на руйнацію, викликану бездумним ставленням до історичних пам’яток,храмові розписи Покровської церкви частково збереглись до нашого часу.  Сьогодні спільними зусиллями Великорадогощанського січового товариства та духовного наставника Свято-Михайлівського храму о. Богдана Масного вдалось врятувати частину розписів церкви Покрова пресвятої Богородиці. На даний час ці розписи, як і старовинний хрест та залишки куполу (купольна баня)  знаходяться у козацькій капличці, яка є частиною музею народних ремесел Великорадогощанської початкової школи с. Велика Радогощ. Так зберігаючи минуле ми відроджуємо духовність, формуємо покоління, яке розуміє, що без минулого немає майбутнього.
```

Незважаючи, на таку різну, але водночас дуже схожу історію, місцеві храми захоплюють. Захоплює воля людей, які в ті далекі і не зовсім спокійні часи спромоглися створити 	архітектурний витвір, який вражає нас і донині.
Під час революцій, Першої Світової війни та громадянських війн в селі загинуло багато людей як бідних так і заможних.
Голодомор 1932-33 років не був особливо відчутний малорадгощанцями в порівняні з рештою населених пунктів України, що на той час входили до складу СРСР, оскільки село знаходилось неподалік тодішнього кордону II Речі Посполитої(Польщі). В зв'язку з тим, що в селі проживало понад 300 осіб польської національності, у селі було відкрито: польську сільську раду, школу, де навчали польської грамоти, також мешканці села були постіними дописувачами в польські газети.

## Відновлення козацьких традицій у Великорадогощанському січовому товаристві
```
    З 2006 року Великорадогощанська ЗОШ І-ІІ ступенів працює як Великорадогощанське січове товариство, яке об’єднує дорослих та дітей у спільній справі відродження козацьких традицій. Козацько-лицарське спрямування роботи школи сприяє вихованню  хлопчика як господаря, фізично загартованого, відповідального чоловіка; формуванню дівчинки як господині, майбутньої берегині, хранительки народних традицій. По суті, відновлюються традиції надвірного козацтва по організації навчання молодого покоління народним ремеслам, проходження вишколу у мистецтві козацького поєдинку. Школа – велика родина, де досвід поколінь передається від старших до молодших.
   На території школи збудовано макет січі: курені, козацька капличка, вежа, українська світлиця. Сприятливий ландшафт, серед якого знаходиться заклад освіти, дозволив прокласти смугу перешкод, організувати діяльність туристсько-краєзнавчого оздоровчого наметового табору, проводити козацький вишкіл для великої кількості дітей.
   Шкільний музей народних ремесел став центром пошукової дослідницької роботи. Діти осягають історію рідного краю через конкретну діяльність: вивчають особливості розвитку ремесел на території кількох сіл, проводять невеликі археологічні експедиції, спілкуються зі старожилами з метою збереження відомостей про народних умільців, знайомляться з азами вишивання, лозоплетіння, писанкарства, гончарної та бондарної справ, вчаться майструвати, працювати на землі.
   За час існування Великорадогощанського січового товариства склалася велика кількість хороших традицій. Перш за все, це Святкування Дня українського козацтва, Дня Захисника України 14 жовтня в день улюбленого козацького свята – Покрова Пресвятої Богородиці. Це день Великої козацької ради, на якій у присутності громади, дорослих козаків відбувається зарахування хлопчиків у козачата та джури. Готуючись до свята, діти разом із наставниками вивчають історію козацтва, його традиції та звичаї, проходять випробовування на силу та спритність. Разом із батьками майструють різні господарські вироби, бо «у чоловіка руки мають бути робочі, до доброї справи охочі». Дівчатка ж досліджують народні традиції, що стосуються жіночої справи: як прибрати світлицю, капличку, як прикрасити хату рушниками, які слова сказати, покриваючи ікону Пресвятої Богородиці вишитими рушниками. 
   Так, як в давні часи, особливо шанують у дівчачому товаристві Святу Катерину, яка завжди вважалась покровителькою жіноцтва. До цього дня кожна мама, бабуся намагається передати свої жіночі вміння: разом із дівчатками вишивають, шиють, плетуть, готують смачні страви, розповідають про вечорничні звичаї. Вечорниці на Катерини та Андрія з гаданнями, забавами та розвагами, кашею, варениками та калитою – традиційні зимові розваги на Січі, так як і вертепні дійства, водіння кози, фестивалі колядок.
    Ще одна можливість навчитись зберігати давні звичаї – проведення традиційних, осіннього та весняного, ярмарків на Січі. Це добра справа, яка об’єднує дітей та дорослих, адже разом готують, майструють, грають, вчаться заробляти кошти та витрачати на добрі справи.
    Сьогодні фізично сильними, загартованими, стійкими хочуть бути як хлопці, так і дівчатка. Тому козацький гарт – напрям роботи, який подобається усім. Тренування з використанням найпростіших засобів, які колись завжди були під руками та використовувались при потребі як козацька зброя, – палиці, мотузки, серпи, ціп, підкова, гасило, навіть хустка – заняття, що викликають жвавий інтерес. Щоденна ранкова руханка, початок дня з молитви, прорухи під час уроків, вправи на довіру, життя за законами козацького побратимства укріпляють як тіло, так і дух. Тому січовики можуть, як козаки-характерники, ходити по жару, навчають цьому підлітків, які проходять козацький вишкіл за програмою дитячо-юнацької військово-патріотичної гри «Сокіл» («Джура») у наметовому таборі «Січ». 
    Використання багатого рослинного світу для знайомства з  лікарськими властивостями рослин, знайомство з козацькою кухнею, приготування кулешу, цілющого козацького чаю – практичні навички, які можна отримати на Січі, стають частиною життєвого досвіду.
    Отже, козацтво – це світогляд, спосіб життя та мислення і для цього, так як і в давні часи не обов’язково  перебувати на острові Хортиця. Це підтверджують і відомості про життя надвірних козаків. Це підтверджує і Великорадогощанська січ, створена на тій території, де колись було надвірне козацтво.
```